# Ред-Коррал (Каліфорнія)
Ред-Коррал (англ. Red Corral) — переписна місцевість (CDP) в США, в окрузі Амадор штату Каліфорнія. Населення — 1687 осіб (2020).

## Географія
Ред-Коррал розташований за координатами 38°24′42″ пн. ш. 120°36′20″ зх. д. / 38.41167° пн. ш. 120.60556° зх. д. (38.411649, -120.605518).  За даними Бюро перепису населення США в 2010 році переписна місцевість мала площу 15,13 км², уся площа — суходіл.

## Демографія
Згідно з переписом 2010 року, у переписній місцевості мешкало 1413 осіб у 573 домогосподарствах у складі 402 родин. Густота населення становила 93 особи/км².  Було 679 помешкань (45/км²).
Расовий склад населення:
| - 89,1 % — білих - 1,7 % — чорних або афроамериканців - 1,1 % — корінних американців - 0,8 % — азіатів - 0,2 % — вихідців з тихоокеанських островів - 2,3 % — осіб інших рас |

До двох чи більше рас належало 4,7 %. Частка іспаномовних становила 10,4 % від усіх жителів.
За віковим діапазоном населення розподілялося таким чином: 17,5 % — особи молодші 18 років, 61,5 % — особи у віці 18—64 років, 21,0 % — особи у віці 65 років та старші. Медіана віку мешканця становила 48,9 року. На 100 осіб жіночої статі у переписній місцевості припадало 106,9 чоловіків;  на 100 жінок у віці від 18 років та старших — 110,1 чоловіків також старших 18 років.
Середній дохід на одне домашнє господарство  становив 76 024 долари США (медіана — 66 125), а середній дохід на одну сім'ю — 92 312 долари (медіана — 92 520). За межею бідності перебувало 29,9 % осіб, у тому числі 60,0 % дітей у віці до 18 років та 16,0 % осіб у віці 65 років та старших.
Цивільне працевлаштоване населення становило 561 осіб. Основні галузі зайнятості: роздрібна торгівля — 27,5 %, мистецтво, розваги та відпочинок — 19,3 %, освіта, охорона здоров'я та соціальна допомога — 15,0 %, будівництво — 13,4 %.